# Graduation de la saumure
La graduation est un procédé industriel utilisé dans certaines salines pour augmenter la concentration en sel de la saumure par évaporation naturelle de l'eau. Celle-ci est alors exposée au vent sur une large surface dans des bâtiments spécialement conçus (majoritairement construit en bois sur la longueur).
La saumure ainsi concentrée s'évapore plus facilement dans les fours des salines, ce qui réduit la consommation de combustible et permet des économies d'énergie et de ressources (notamment les forêts).
Ce système est utilisé à partir du XVIe siècle en Allemagne et se généralise dans toute l'Europe au XVIIIe siècle.

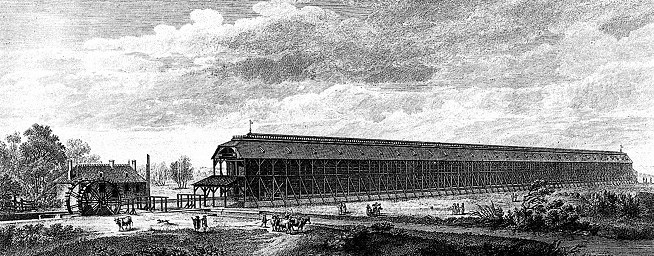
Le bâtiment de graduation de la saline royale d'Arc-et-Senans, un canal surmonté d'une halle aérée.
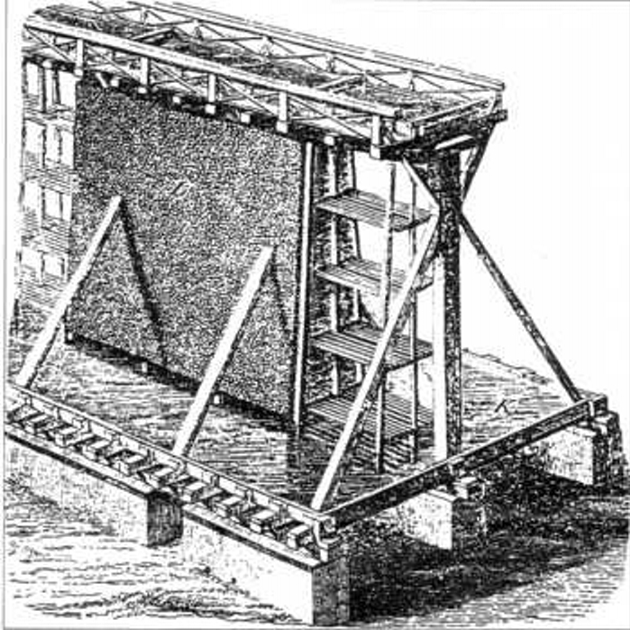
Schéma du XVIIIe siècle.
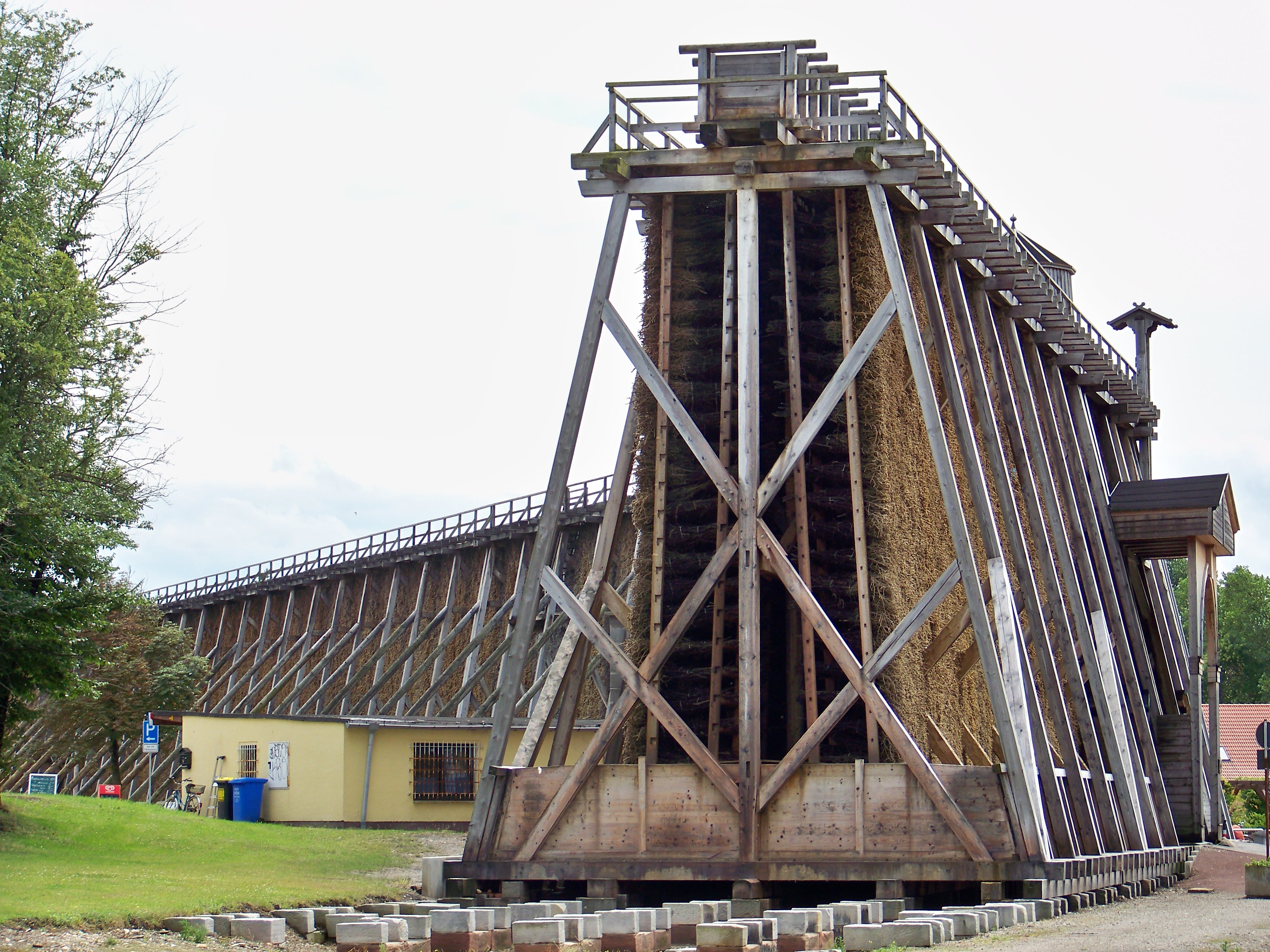
Exemple de bâtiment de graduation, ici au musée Borlach de Bad Dürrenberg.
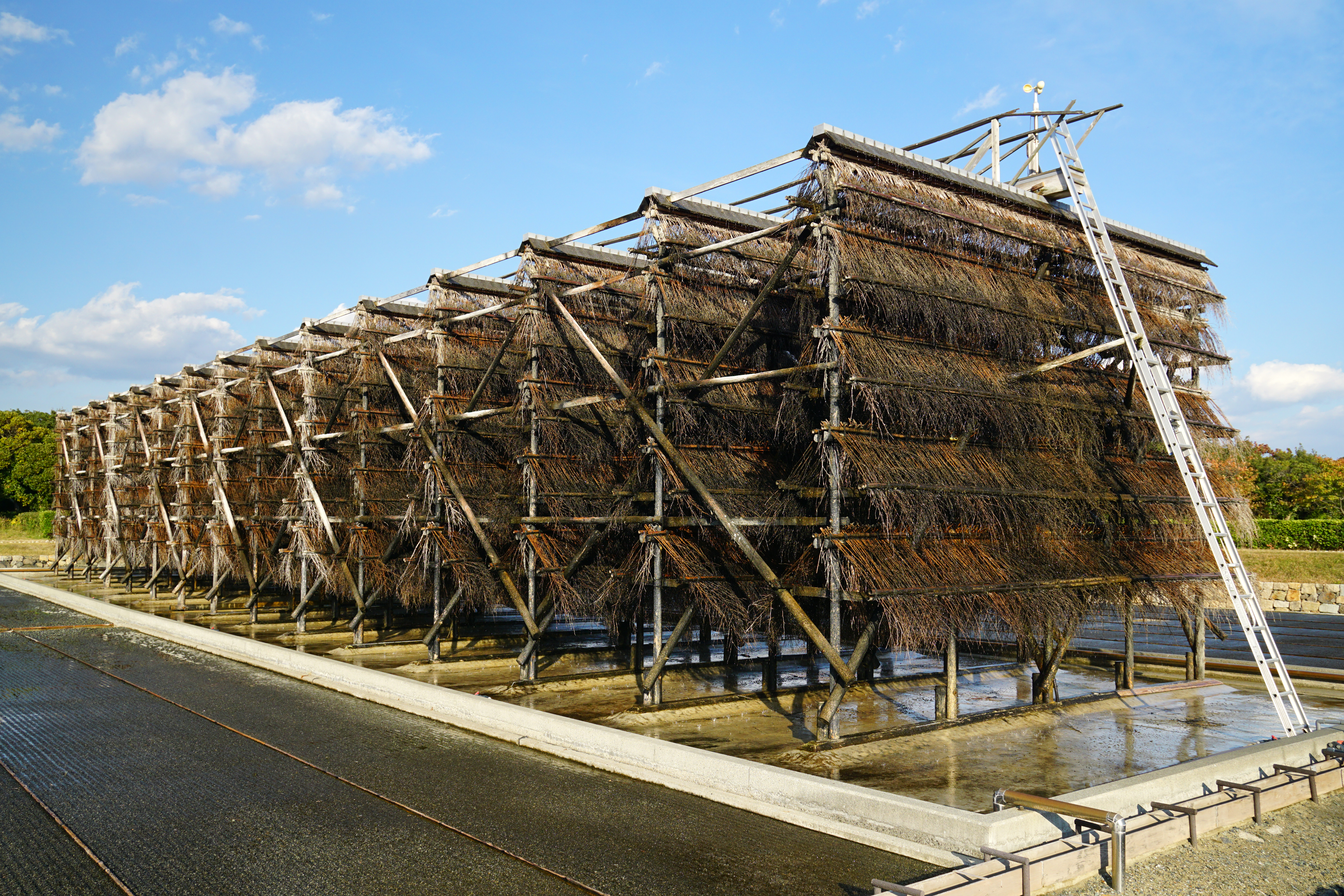
Structure de graduation au Japon.
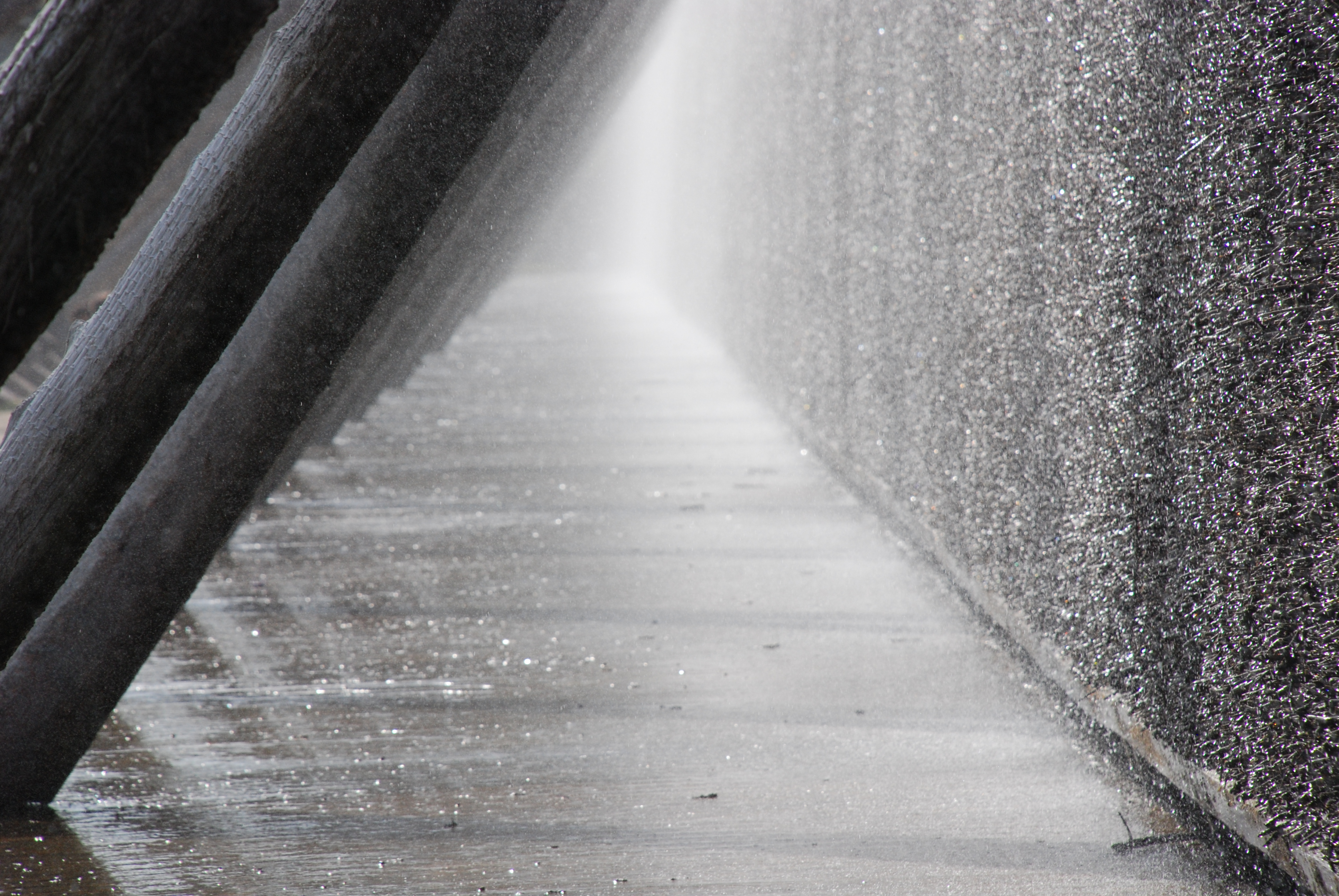
Les aérosols produits par une tour de graduation.